# Walther Riese
Walther Riese (ur. 30 czerwca 1890 w Berlinie, zm. 9 września 1976 w Richmond) – niemiecko-amerykański lekarz neurolog, historyk medycyny. Studiował medycynę na Uniwersytecie w Królewcu. Od 1917 do 1933 we Frankfurcie, był uczniem Ludwiga Edingera. Od 1933 do 1941 w Lyonie i Paryżu. Po 1941 w Richmond.